# Histologia zwierząt
Histologia zwierząt zajmuje się badaniem i obserwowaniem prawidłowych, czyli nie zmienionych patologicznie tkanek pobranych od zwierząt.
Jest dziedziną stosowaną wykładaną na wydziałach weterynaryjnych, bądź wydziałach biologii.
Bardzo często z tej dziedziny wiedzy czerpią również studenci medycyny, czy też sami naukowcy związani z medycyną człowieka. Jest to związane przede wszystkim z dużą czytelnością niektórych preparatów histologicznych tkanek zwierzęcych, jak np. zraziki wątrobowe świni. Preparaty takie mogą posłużyć wyjaśnieniu pewnych zjawisk, czy też zależności zachodzących pomiędzy poszczególnymi strukturami tkankowymi w organizmie człowieka.
Słowo „histologia” wzięło swoje pochodzenie od dwóch łacińskich słów: „histos” – tkanka, utkanie oraz „logos” – nauka, słowo.